# Archives municipales de Dijon
Les Archives municipales de Dijon sont un service municipal de la ville de Dijon, gratuit et ouvert à tous. Elles sont un lieu de conservation et de transmission du patrimoine dijonnais. Elles conservent plus de 9 kilomètres de documents datés du XIIe au XXIe siècle, répartis sur deux sites de conservation. Le site historique est situé en centre-ville et une annexe rue de Colmar est destinée à la conservation des documents contemporains.

## Histoire
Les Archives de la ville de Dijon sont installées au cœur du centre ville historique, dans la Chambre des Élus et ses dépendances. La Chambre des Élus désignait, au XVIIIe siècle, le local où les délégués de l'assemblée provinciale, dite Etats de Bourgogne, se réunissaient tous les deux ou trois ans seulement pour administrer la province.
Au XVIIIe siècle, les élus de l'administration de la province, choisis par les États de Bourgogne, décidèrent la construction d'une nouvelle aile au palais. "L'aile de Gabriel", du nom de son architecte, Jacques Gabriel (1667-1742), fut élevée en bordure de l'actuelle rue de la liberté de 1733 à 1738 pour loger l'escalier d'accès à la salle des États et un local pour conserver les archives de la province. La forme de l'Escalier Gabriel (Dijon) s'explique donc par sa double fonction : escalier d'apparat et local pour conserver les documents administratifs des États. Les tribunes massives enserrant l'escalier permettaient à la fois de contempler les cortèges lors des cérémonies et de dissimuler les salles d'archives couvertes de voûtes d'arêtes et closes par des portes de fer pour les mettre à l'abri du feu.
Deux nouveaux corps de bâtiment furent élevés de 1773 à 1779, formant avec "l'aile des États" et "l'aile de Gabriel" un quadrilatère. L'ensemble de l'édifice fut cédé à la ville de Dijon en deux fois, en 1809 et en 1831, date à laquelle la Mairie y fut installée. 
Dès le milieu du XXe siècle, le manque de place commence à se faire sentir. Le dépôt historique est plein et la mairie se voit dans l'obligation de conserver des documents dans ses greniers et dans la Tour Philippe le Bon. C'est en 1946 que les archives municipales se dotent d'une salle de lecture dans l'ancienne Chambre des Élus. Cette salle publique de 84 mètres carrés conserve encore certains éléments du XVIIIe siècle. 
Au début des années 2000, le service des Archives municipales de Dijon s'agrandit avec l'acquisition de nouveaux locaux, ouverts depuis 2006, situés rue de Colmar, afin d'y conserver les fonds contemporains (postérieurs à 1945).

## Missions
La mission principale du service des Archives municipales est d'assurer la conservation et le classement des documents versés par les différents services administratifs de la mairie. En outre, les Archives municipales de Dijon conservent un nombre important de fonds d'origine privée, archives familiales, fonds d'entreprises, documents d'associations, fonds d'architectes et de structures culturelles, qui viennent enrichir à travers des collectes, par leur intérêt historique, leur volume et leur diversité, les fonds publics.
Le service des Archives municipales est également réglementairement doté d'une mission de communication de ces documents. Afin de sensibiliser un large public à l'histoire de sa cité, il mène des actions pédagogiques, scientifiques et culturelles. Les Archives municipales ont participé depuis 2014 aux commémorations de la Première Guerre mondiale. Un important travail de recherches a permis de rédiger un livre d'or des soldats dijonnais décédés durant le Premier Conflit mondial, ainsi qu'une base de données accessible en ligne.
Quotidiennement, le service répond aux demandes des usagers, dans un but scientifique ou non. Il organise aussi des expositions, des visites commentées, des lectures d'archives et accueille, via le service éducatif, de nombreux élèves qui découvrent que l'histoire s'écrit à partir des archives.

## Fonds
Avant le rachat par la ville de l'ancien Palais des Ducs et des États en 1831, l'hôtel de Ville était installé dans l'Hôtel du Chancelier Rolin, situé Rue Jeannin. Cet hôtel changea alors de destination, de municipal il devint provincial. Il reçut alors en dépôt les archives provinciales, tandis que la ville conservait ses propres fonds qu'elle réinstalla sous l'escalier Gabriel.
Le fonds des archives municipales de la ville de Dijon est d'une grande richesse avec aujourd'hui plus de 9 Kilomètres linéaires de documents conservés, dont 200 mètres linéaires d'archives anciennes.

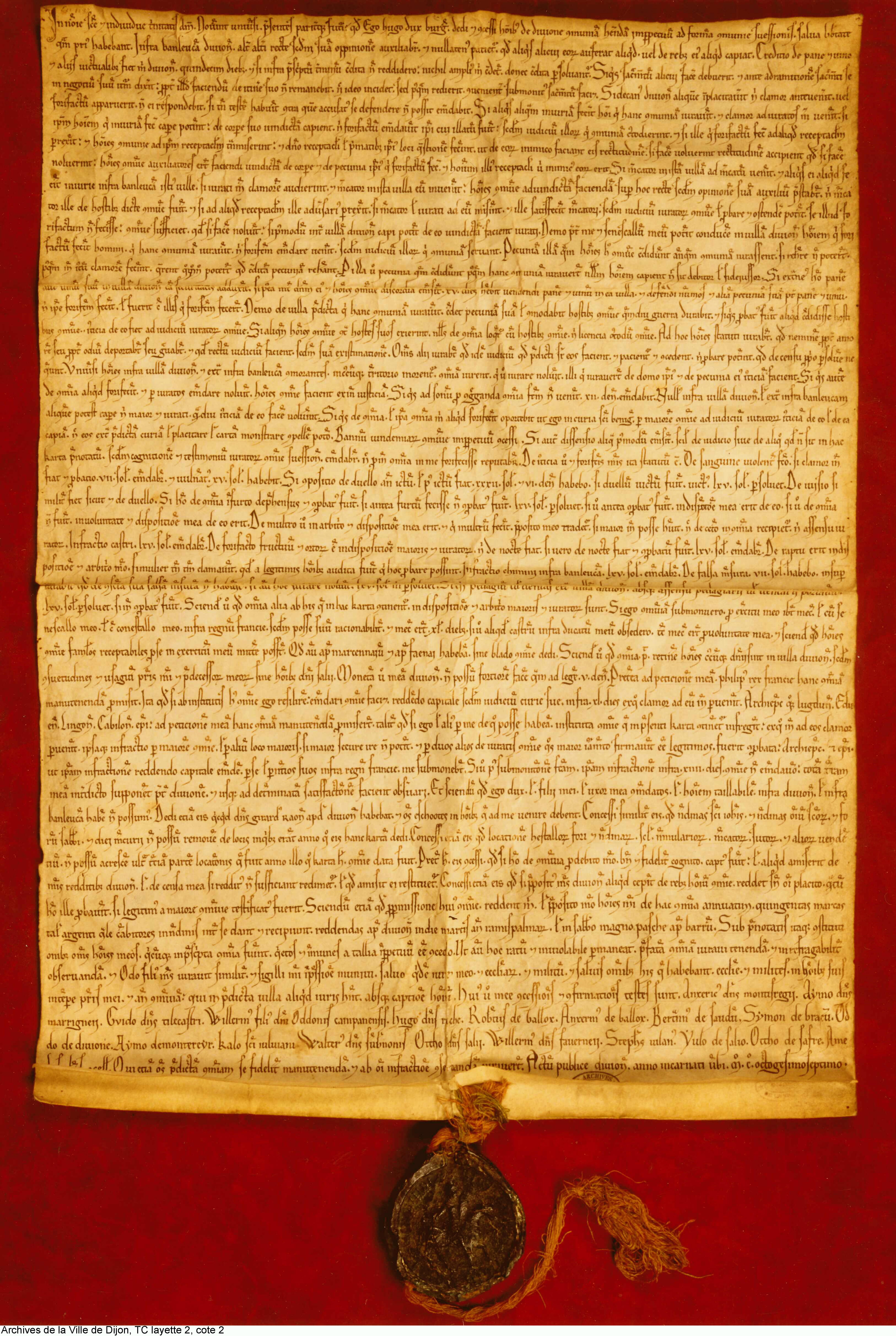
Charte de commune octroyée par Hugues III à la ville de Dijon, 1187, Archives municipales de Dijon, TC Layette 2, cote 2.

Parmi ces fonds anciens, les Archives municipales de la ville de Dijon conservent un diplôme daté de 1183, dit de Philippe II Auguste, qui est la confirmation de la charte primitive, aujourd'hui perdue, établissant le régime communal dans la ville d'Hugues III de Bourgogne. Elles conservent aussi une nouvelle charte de 1187, plus détaillée, symbole des libertés et privilèges de la ville de Dijon sous l'Ancien Régime.
Les fonds des Archives municipales de Dijon permettent aussi de retracer l'histoire moderne et contemporaine de la ville et gardent la trace de personnalités emblématiques pour la cité comme l'acte de naissance de Gustave Eiffel, ou encore les archives publiques et privées de Félix Kir, maire de la ville de 1945 à 1968.
Outre des documents sur support papier, les Archives municipales de Dijon conservent un fonds important d'affiches, de photographies, de plans et d'objets.